# Thais Julio
Thais Helena Ferreira Julio est une ancienne joueuse brésilienne de volley-ball née le 7 octobre 1984. Elle mesure 1,91 m et jouait au poste d'attaquante. 

## Clubs
| Club                      | De        | À         |
| ------------------------- | --------- | --------- |
| Clube Atletico Ypiranga   | 1996-1997 | 1996-1997 |
| Esporte Clube Pinheiros   | 1998-1999 | 1999-2000 |
| Grêmio de Vôlei Osasco    | 2001-2002 | 2001-2002 |
| Macaé Sports              | 2002-2003 | 2002-2003 |
| Clube Académico da Trofa  | 2004-2005 | 2004-2005 |
| Fresno Pacific University | 2005-2006 | 2007-2008 |
| São Bernardo              | 2009-2010 | 2010-2011 |
| Pursaklar Belediyesi      | oct 2011  | jan 2012  |
| CV 2004 Tomis Constanţa   | jan 2012  | mai 2012  |

## Palmarès

### Équipe nationale
- Championnat d'Amérique du Sud  des moins de 18 ans
  - Vainqueur : 2000.
- Championnat d'Amérique du Sud  des moins de 20 ans
  - Vainqueur : 2002.

### Clubs
- Championnat du Portugal
  - Vainqueur : 2005.
- Coupe du Portugal
  - Vainqueur : 2005.